# Савченко, Иван Андреевич
Иван Андреевич Савченко (1914-1945) — старший лейтенант Рабоче-крестьянской Красной Армии, участник Великой Отечественной войны, Герой Советского Союза (1945).

## Биография
Иван Савченко родился 6 февраля 1914 года в селе Матвеевка (ныне — Сосницкий район Черниговской области Украины). Окончил ветеринарный техникум. В 1936 году Савченко был призван на службу в Рабоче-крестьянскую Красную Армию. С начала Великой Отечественной войны — на её фронтах. В 1943 году Савченко окончил Новочеркасское кавалерийское училище.
К январю 1945 года гвардии старший лейтенант Иван Савченко командовал пулемётным взводом 55-го гвардейского кавалерийского полка 15-й гвардейской кавалерийской дивизии 7-го гвардейского кавалерийского корпуса 1-го Белорусского фронта. Отличился во время освобождения Польши. 18 января 1945 года во время боёв за освобождение города Пабьянице взвод Савченко захватил вражеский опорный пункт. 19 января 1945 года Савченко в числе первых ворвался в немецкую траншею, лично уничтожив несколько солдат противника, но и сам погиб. Похоронен в Пабьянице.
Указом Президиума Верховного Совета СССР от 27 февраля 1945 года за «мужество и героизм, проявленные при форсировании реки Варта и удержании плацдарма на её западном берегу», гвардии старший лейтенант Иван Савченко посмертно был удостоен высокого звания Героя Советского Союза. Также был награждён орденами Ленина и Отечественной войны 2-й степени.
В честь Савченко названы улица и школа в Матвеевке.